# Aliko Dangote
Aliko Dangote, né le 10 avril 1957 à Kano, Nord du Nigeria, est un homme d'affaires nigérian d'origine haoussa. Il est l'homme le plus riche d'Afrique selon le magazine Forbes avec une fortune de 23,4 milliards de dollars.

## Biographie

### Jeunesse
Né dans une famille de commerçants, le père d'Aliko Dangote, Mohammed Dangote, est un riche exportateur d'arachide. À sa disparition en 1966, c'est son grand-père maternel, Sanusi Dantata (en), fondateur du marché Dawanau, et fils de Alhassan Dantata (en), qui fut à son époque considéré comme l'homme le plus riche d'Afrique de l'Ouest, qui le prend sous son aile et lui apprend les ficelles du monde des affaires,.
Il étudie à l'université al-Azhar du Caire.

### Débuts dans le ciment puis l'industrie
Aliko Dangoté débute dans le monde des affaires en 1977 grâce à un apport de son oncle de 500 000 nairas et 3 camions de ciments provenant de son grand-père et d'un prêt remboursable sur deux ans,.
Le ciment étant un bien rare et cher à l'époque dans le pays ; son entreprise se développe très rapidement pour devenir « Dangote Cement ».
En 1980, Aliko Dangote s'installe à Lagos pour développer son entreprise. Le coup d'État de 1983 s'avère être une aubaine, la junte militaire ayant emprisonné tous les grands hommes d'affaires de la ville, libérant ainsi de vastes marchés. En 1981, le Dangoté Group est créé. Aliko Dangote investit alors dans le sucre, l'importation de riz, et également dans une banque, qui fera ensuite faillite.
À la fin des années 1980, inspiré par le modèle industriel brésilien, il se lance dans l'industrie. Son groupe construit une raffinerie de sucre et une usine d'emballage pour les pâtes alimentaires que le groupe importe au Nigéria.

### Expansion continentale
En juillet 2007, Forbes publie qu'avec 1,5 milliard de dollars, Oprah Winfrey serait la personne « noire la plus riche du monde ». Encore peu connu en dehors du Nigeria, Aliko Dangote prend la parole publiquement pour déclarer qu'il était « bien, bien plus riche qu’Oprah Winfrey ».
Au premier semestre 2007, Aliko Dangote introduit deux de ses treize sociétés sur le NSE (Nigerian Stock Exchange, la bourse nigériane) et la valeur de ses parts dans celles-ci est estimée par les analystes à 10 milliards de dollars. L’une des deux sociétés cotées, Dangote Cement, est devenue la plus grosse capitalisation boursière du Nigeria. La valorisation de ses participations place directement Dangote parmi les hommes les plus riches d’Afrique, sachant que 11 de ses sociétés demeurent non cotées en bourse.
En 2013, son groupe possède la plus grande usine de production de ciment subsaharienne, Obajana Cement Plant. Ses projets d’investissement atteignent 10 milliards de dollars, dont une part sur la construction de cimenteries en Afrique (Afrique du Sud, Zambie, Éthiopie, Sénégal, Mozambique et Cameroun).
En 2013, avec un conglomérat de banques, l'homme d'affaires investit dans la construction d'une nouvelle raffinerie de pétrole d'une capacité de 400 000 barils par jour, pour un coût total de 8 milliards de dollars[réf. souhaitée].
En juin 2013, il est le premier homme d'affaires du continent africain à dépasser le cap des 20 milliards de dollars (15,3 milliards d'euros) de fortune.
En 2014, il est classé parmi les « 50 personnalités africaines les plus influentes dans le monde » selon le magazine Jeune Afrique.
En août 2016, il lance SunTrust, une banque 100 % digitale ciblant les zones encore peu bancarisées d'Afrique de l'Ouest,.
Le 7 octobre 2016, il est reçu au palais de l'Élysée par le président français François Hollande.
Il est un homme d'affaires singulier, dans le sens où il s'évertue à respecter trois principes : «réinvestir ses profits dans le pays au lieu de cacher l’argent dans des coffres suisses, mener un train de vie modeste et tout miser sur le marché intérieur du pays le plus peuplé d’Afrique ». Son frère, Sani Dangote, est l'un de ses proches dans la gestion des affaires. Il est toutefois critiqué pour avoir évincé des concurrents et fait jouer ses relations avec le pouvoir politique, notamment la dictature militaire en place jusque 1999 et le président Olusegun Obasanjo, dont il a financé la réélection en 2003.
En 2018, lors du passage d’Emmanuel Macron à Lagos au Nigeria, Fatoumata Bâ favorise la rencontre entre le milliardaire nigérian et le président français.
Il milite en faveur de la zone de libre-échange continentale africaine.
En janvier 2020, Aliko Dangote annonce vouloir acheter le club de football anglais londonien d'Arsenal. L'opération n'aboutit pas mais un an plus tard, des fans du club implorent Aliko Dangote d'investir dans Arsenal afin d'écarter la direction actuelle.
En août 2021, le ministre nigérian du Pétrole, Timipre Sylva, annonce que la compagnie nationale des hydrocarbures (NNPC) s'apprête à investir 2,76 milliards de dollars au sein du projet de raffinerie du groupe de Dangote, permettant ainsi à l'État nigérian de disposer de 20 % du capital de la raffinerie.
En mai 2024, Aliko Dangote réaffirme ses ambitions concernant la ré-appropriation des ressources énergétiques en Afrique : « Mon rêve, c’est d’utiliser les matières premières d’Afrique, de les raffiner et de les vendre sur notre propre marché ».

### Fortune
En 2018, il est classé à la 100e place du classement Forbes des plus riches milliardaires, avec une fortune évaluée à 14,1 milliards de dollars. Sa fortune s'accroît de 16,8 milliards de dollars au cours des six premiers mois de l'année 2019. En 2023, Il se classe pour la 12e fois consécutive à la tête des milliardaires africains, avec une fortune estimée à 13,5 milliards de dollars dans le classement Forbes Afrique de l'édition de février 2023. En 2025, sa fortune bondit à 23,4 milliards de dollars selon le magazine, notamment grâce à l'entrée en production d'une très importante raffinerie de pétrole dans la banlieue de Lagos.

### Soupçons de corruption
Le magazine Forbes relève qu'Aliko Dangote est « habile pour obtenir du pouvoir politique certains avantages de nature monopolistique ». Dans les années 1980, il a profité de l'instauration d'une junte militaire après un coup d’État  et de l'emprisonnement de plusieurs hommes d'affaires pour étendre son influence et s'implanter dans divers marchés. Il a ensuite bénéficié de certaines concessions fiscales de la part de l’État, tout en finançant les campagnes électorales de certains hauts responsables.
En janvier 2024, le groupe d'Aliko Dangote reçoit la visite des enquêteurs de la Commission des délits économiques et financiers (EFCC). L’agence anti-corruption soupçonne Aliko Dangote d’avoir participé à des délits financiers sous l’ère Godwin Emefiele (en), ancien gouverneur de la Banque centrale du Nigeria entre 2014 et 2023, qui fait lui-même l’objet d’une enquête pour corruption.